# Acanthus xiamenensis
Acanthus xiamenensis là một loài thực vật có hoa trong họ Ô rô. Loài này được R.T.Zhang mô tả khoa học đầu tiên năm 1985.